# Mimoclystia euthygramma
Mimoclystia euthygramma là một loài bướm đêm trong họ Geometridae.